# Surabaia

Surabaia (Surabaya, em indonésio) é a segunda maior e mais importante cidade da Indonésia, atrás apenas de Jakarta, e a capital da província de Java Oriental. Está localizada na costa norte de Java Oriental, na foz do rio Mas (Kali Mas) e ao longo da orla do estreito de Madura. Conta com aproximadamente 3 milhões de habitantes e é um importante centro industrial e comercial, ademais de abrigar um porto de relevo no estreito de Madura e a principal base naval do país. Os indonésios a conhecem como "a cidade dos heróis", devido a sua importância durante a batalha de Surabaia, que estimulou o apoio local e internacional para a independência do país, durante a Revolução Nacional da Indonésia.

## Etimologia
Na cidade, acredita-se que Surabaia (surabaya em indonésio) deriva seu nome das palavras sura ou suro (tubarão) e baya ou boyo (crocodilo), duas criaturas que, na mitologia local e de acordo com uma profecia de Jayabaya, lutaram entre si para ganhar o título de "o mais forte e mais poderoso animal" da região. Esta profecia fala de uma luta entre um tubarão branco gigante e um crocodilo branco gigante. Hoje, os dois animais são usados como símbolo da cidade onde aparecem se enfrentando, como retratado numa estátua adequadamente localizada perto da entrada do zoológico da cidade. Esta etimologia popular, embora adotada com entusiasmo pelos líderes da cidade, não é comprovada. Derivações alternativas multiplicam-se: a partir do javanês sura ing baya, que significa "enfrentando corajosamente  o perigo"; ou a partir de surya para se referir ao sol. Algumas pessoas consideram essa profecia de Jayabaya como uma grande guerra entre o povo nativo de Surabaya e invasores, em 1945, enquanto outra história fala de dois heróis que lutaram entre si para ser o rei da cidade, os dois heróis eram Sura e Baya.

## História
O registro mais antigo de Surabaia estava em um livro de 1225 escrito por Chau Ju-Kua, onde ela era chamada de  Jung-ya-lu, o antigo nome de Surabaia. Ma Huan documentou a visita do Navio do tesouro de Zheng He, ocorrida no início do século XV, em seu livro de 1433 Ying-yai Sheng-lan: "Depois de viajar para o sul por mais de vinte li, o navio chegou a Sulumayi, cujo nome estrangeiros é Surabaia. No estuário, a água corrente é fresca".

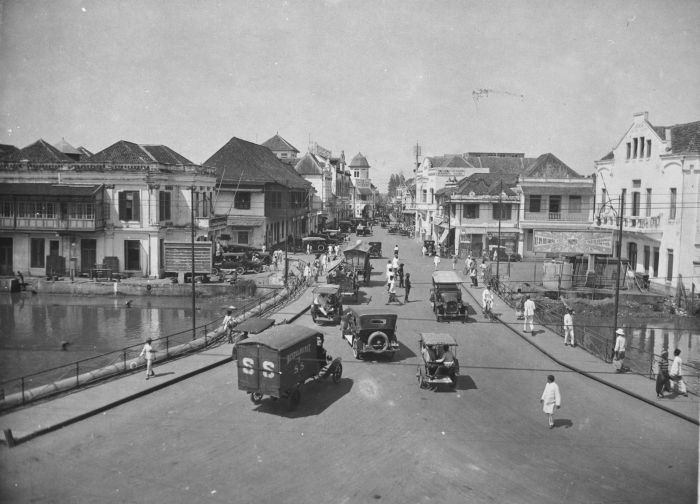
Handelstraat, Surabaia na década de 1930, atualmente área de Jembatan Merah.

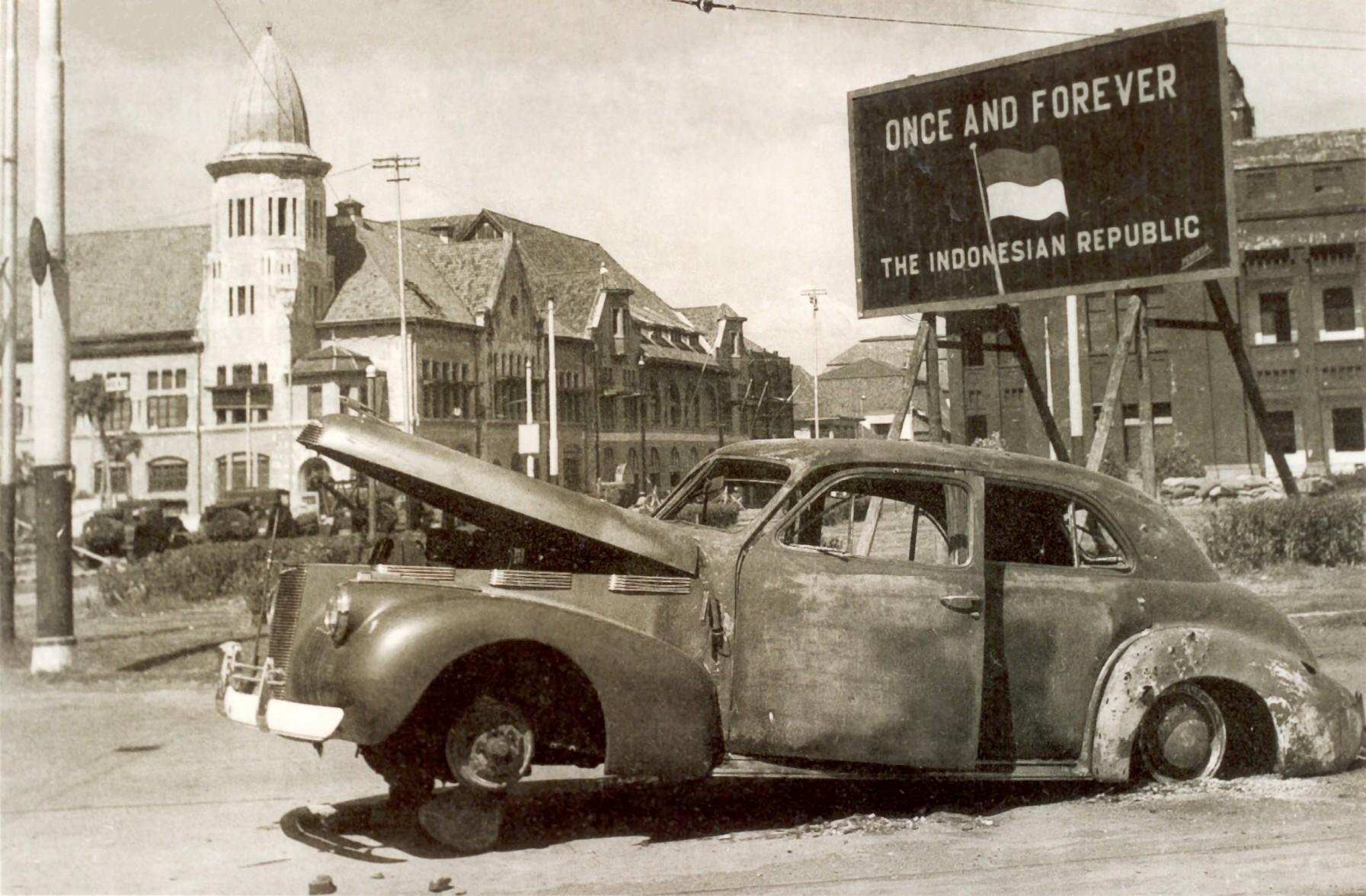
Carro do Brigadeiro-General britânico Mallaby no local onde ele foi assassinado por nacionalista indonésios.

Nos séculos XV e XVI, Surabaia era um sultanato e uma grande potência política e militar no leste de Java. Em 1625, ela entrou em conflito e mais tarde foi capturada pelo mais poderoso Sultanato de Mataram sob o comando do Sultão Agung. Esta foi uma das campanhas mais violentas de Mataram, tiveram que conquistar os aliados de Surabaia, Sukadana e Madura, e sitiar a cidade antes de capturá-la. Com esta conquista, Mataram passou a controlar quase que toda Java, com exceção do Sultanato de Banten e a colônia holandesa de Batávia.
Em novembro de 1743, as Companhias das Índias Orientais, em expansão, assumiram o controle da cidade de Surabaia do já enfraquecido sultanato de Mataram. Surabaia tornou-se um importante centro comercial sob o governo colonial holandês, e abrigou a maior base naval das Índias Orientais Neerlandesas. Em 1917, ocorreu uma revolta entre os soldados e marinheiros de Surabaia, liderada pela Associação Social-Democrata das Índias. A revolta foi esmagada e os rebeldes condenados a penas severas.
O Japão ocupou a cidade em 1942, como parte da ocupação da Indonésia, e foi bombardeada pelos Aliados em 1944. Depois disso, foi capturada pelos nacionalistas indonésios. No entanto, a jovem nação foi logo colocada em conflito com os britânicos, protetores da colônia holandesa após a rendição dos japoneses.
A batalha de Surabaia foi uma das mais importantes batalhas da revolução indonésia. Ela foi iniciada após o Brigadeiro-General britânico Mallaby ser morto em 30 de outubro de 1945 perto da Jembatan Merah (a "Ponte Vermelha"), alegadamente por uma bala perdida. Os aliados deram um ultimato aos combatentes nacionalistas indonésios na cidade para se render, mas este foi recusado. A batalha que se seguiu e que levou milhares de vidas, aconteceu no dia 10 de novembro, e é hoje celebrada como o "Dia dos Heróis" (Hari Pahlawan). O episódio da bandeira vermelha e branca (a bandeira nacional holandesa, vermelha-branca-azul, no topo da torre do Yamato hotel foi rasgada e transformada na bandeira indonésia, vermelha e branca, por Bung Tomo) também é registrado como um feito heróico durante a luta desta cidade.

## A cidade

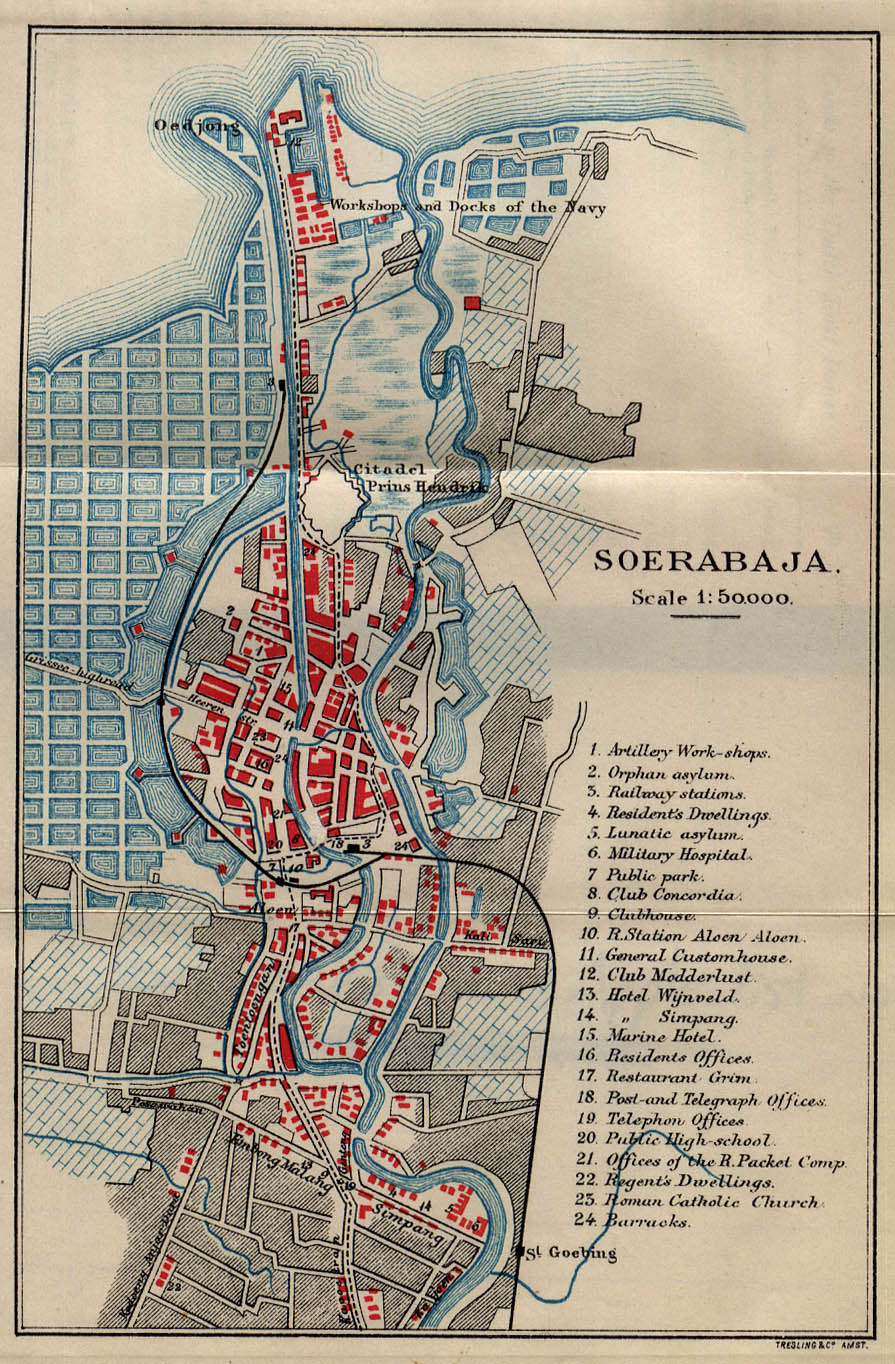
Mapa de Surabaia de um guia de viagem inglês de 1897.

Como principal porto marítimo e centro comercial do leste da Indonésia, Surabaia transformou-se em uma das maiores cidades do sudeste asiático. Atualmente, a população de Surabaia é de cerca de três milhões de habitantes, e seus arredores abrigam no mínimo sete milhões. As áreas ao redor de Surabaia incluem Lamongan a noroeste, Gresik a oeste, Bangkalan a nordeste, Sidoarjo ao sul, e Mojokerto e Jombang a sudoeste.
Em 10 de junho de 2009, a Ponte Suramadu entre Surabaia e a ilha de Madura foi concluída e, atualmente, é a maior ponte do país. Madura pode também ser acessada por um serviço de balsa que opera regularmente a partir do porto de Surabaia, Tanjung Perak (que literalmente significa: "Cabo de Prata" em indonésio).
Adhiwangsa, Taman Beverly e Water Place Residences são três das mais altas torres de Surabaia.
Plaza Tunjungan, Galaxy Mall, Surabaya Plaza, Supermal Pakuwon Indah, Surabaya Town Square e Royal Plaza Surabaya são os mais famosos shopping centres de Surabaia. Surabaia abriga a Armada Oriental, uma das duas da marinha indonésia. Sua forte herança marítima é também refletida no Monumento Submarino, um antigo submarino russo, chamado Pasopati, que foi convertido em museu no centro da cidade. Enchentes são comuns em muitas áreas da cidade durante a estação das chuvas, causadas principalmente por bueiros entupidos. O fato de Surabaia estar localizada no delta de um rio e ter uma superfície plana e altitude relativamente baixa, não ajuda o problema.
Surabaia é o local da única sinagoga da Indonésia, mas raramente atinge o minian. Há também um cemitério judeu na cidade.
O zoológico de Surabaia (Bonbin Surabaya), inaugurado em 1916, foi o primeiro no mundo a ter criado orangotangos com sucesso em cativeiro.
Outros pontos de interesse incluem:
- Grande Mesquita de Surabaia, a maior mesquita de Java Oriental;
- Mesquita Cheng Hoo, a primeira mesquita da Indonésia construída com arquitetura chinesa;
- Monumento Jales Veva Jaya Mahe, uma grande estátua que celebra a Marinha da Indonésia;
- Museu Mpu Tantular, possui uma grande coleção de artefatos javaneses antigos;
- Monkasel, abreviação de Monumen Kapal Selam (Monumento Submarino), um antigo submarino com atrações turísticas em seu interior. Ao lado do monumento existe um prédio onde um pequeno filme sobre a história deste submarino pode ser assistido;
- Bonbin Surabaya é um dos mais famosos zoológicos no Sudeste Asiático;
- Monumento dos Heróis, o principal símbolo e um dos destinos turísticos mais atrativos em Surabaia e no Sudeste Asiático;
- Casa de Sampoerna, museu do cigarro e também uma das fábricas de cigarros da marca Sampoerna. Ela fornece, gratuitamente, um ônibus para passeio turístico na cidade, que opera diariamente, e um guia turístico em inglês.

## Geografia

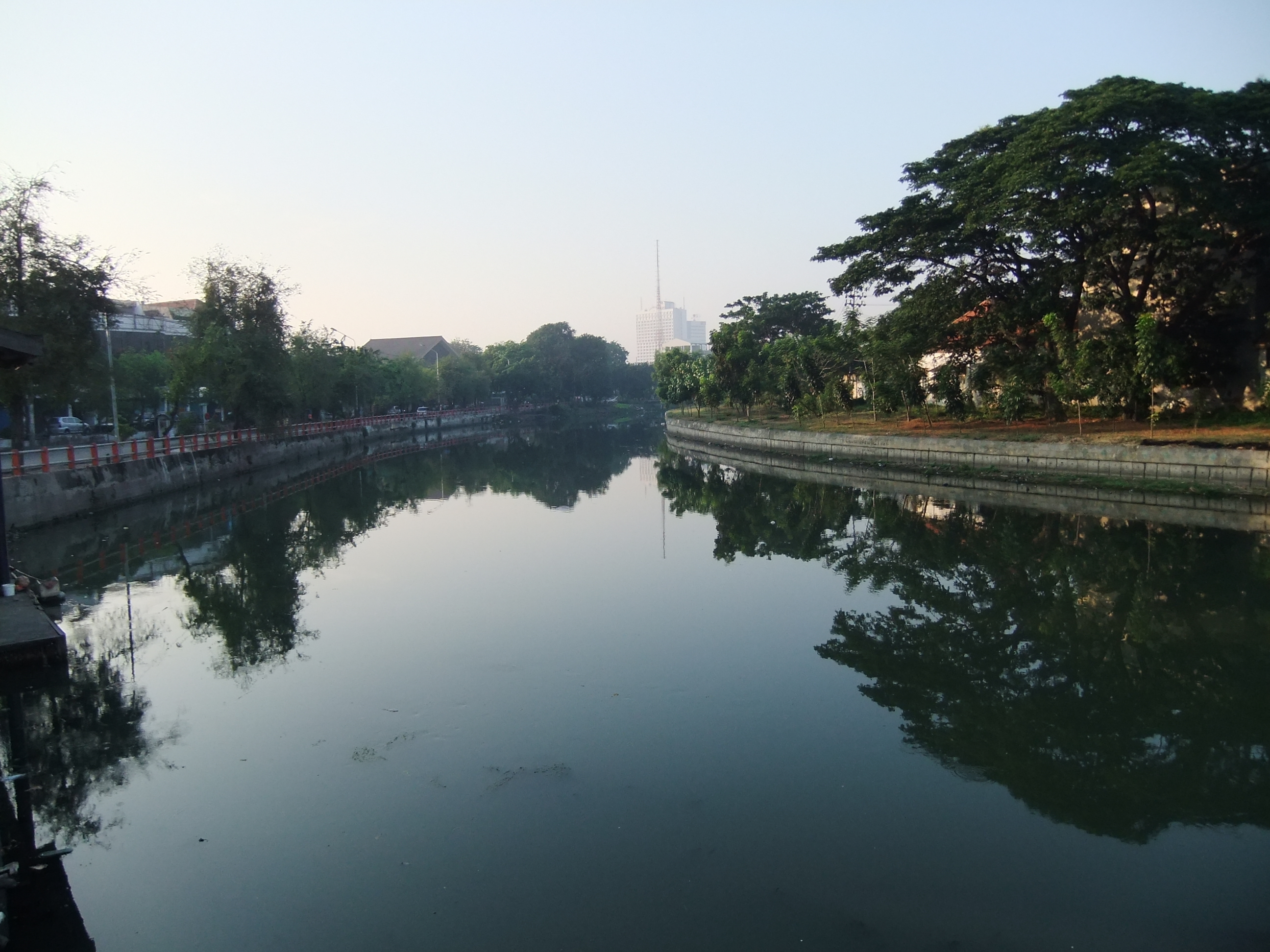
Rio Mas (Kali Mas).

Surabaia está localizado na costa norte da província de Java Oriental, no Estreito de Madura, entre as coordenadas 7° 9' - 07° 21' sul e 112° 36' - 112° 54' leste. Sua altitude está entre 3 e 6 metros acima do nível do mar, exceto na região sul onde há duas pequenas colinas (Tongue e Gayungan) com altitude entre 25 e 50 metros acima do nível do mar. Possui área total de 520,87 km², sendo 63,45% ou 330,48 km² de área de terra e 36,55% ou 190,39 km², de área marinha, administradas pelo governo de Surabaia.
Surabaia está na situada foz do Rio Mas, um distributário do Rio Brantas.
Seus limites são:
- Norte e Leste: Estreito de Madura;
- Sul: Regência de Sidoarjo;
- Oeste: Regência de Gresik.

Surabaia possui 31 subdistritos (kecamatan). São eles: Genteng, Bubutan, Tegalsari, Simokerto, Tambaksari, Gubeng, Krembangan, Semampir, Pabean Cantikan, Wonokromo, Sawahan, Tandes, Karangpilang, Wonocolo, Rungkut, Sukolilo, Kenjeran, Benowo, Lakarsantri, Mulyorejo,  Tenggilis Mejoyo, Gununganyar, Jambangan, Gayungan, Wiyung, Dukuh Pakis, Asemrowo, Sukomanunggal, Bulak, Pakal e Sambikerep. Os subdistritos se subdividem em 163 vilas (Desa/Kelurahan).

### Clima
| Dados climatológicos para Surabaia   | Dados climatológicos para Surabaia | Dados climatológicos para Surabaia | Dados climatológicos para Surabaia | Dados climatológicos para Surabaia | Dados climatológicos para Surabaia | Dados climatológicos para Surabaia | Dados climatológicos para Surabaia | Dados climatológicos para Surabaia | Dados climatológicos para Surabaia | Dados climatológicos para Surabaia | Dados climatológicos para Surabaia | Dados climatológicos para Surabaia | Dados climatológicos para Surabaia |
| Mês                                  | Jan                                | Fev                                | Mar                                | Abr                                | Mai                                | Jun                                | Jul                                | Ago                                | Set                                | Out                                | Nov                                | Dez                                | Ano                                |
| ------------------------------------ | ---------------------------------- | ---------------------------------- | ---------------------------------- | ---------------------------------- | ---------------------------------- | ---------------------------------- | ---------------------------------- | ---------------------------------- | ---------------------------------- | ---------------------------------- | ---------------------------------- | ---------------------------------- | ---------------------------------- |
| Temperatura máxima recorde (°C)      | 39                                 | 38                                 | 39                                 | 38                                 | 38                                 | 38                                 | 39                                 | 38                                 | 38                                 | 39                                 | 39                                 | 42                                 | 42                                 |
| Temperatura máxima média (°C)        | 30                                 | 30                                 | 31                                 | 31                                 | 31                                 | 31                                 | 31                                 | 31                                 | 32                                 | 33                                 | 32                                 | 31                                 | 31                                 |
| Temperatura mínima média (°C)        | 25                                 | 25                                 | 25                                 | 26                                 | 26                                 | 25                                 | 24                                 | 24                                 | 25                                 | 26                                 | 26                                 | 26                                 | 26                                 |
| Temperatura mínima recorde (°C)      | 23                                 | 23                                 | 22                                 | 22                                 | 21                                 | 20                                 | 20                                 | 20                                 | 21                                 | 20                                 | 20                                 | 22                                 | 20                                 |
| Precipitação (mm)                    | 284,5                              | 256,5                              | 236,2                              | 144,8                              | 109,2                              | 50,8                               | 27,9                               | 15,2                               | 12,7                               | 48,3                               | 124,5                              | 238,8                              | 1 470,7                            |
| Fonte: www.weatherbase.com 21-7-2010 |                                    |                                    |                                    |                                    |                                    |                                    |                                    |                                    |                                    |                                    |                                    |                                    |                                    |

## Demografia
Surabaia é a segunda cidade mais populosa da Indonésia, logo após a capital Jacarta. A cidade é altamente urbanizada, devido a presença de muitas indústrias que acabaram por resultar em muitas áreas de favelas. Como principal centro educacional do país, Surabaia tem sido o destino de muitos estudantes indonésios, que formaram uma grande comunidade estudantil no local. Além disso, Surabaia é o centro comercial da região oriental da Indonésia, por esse motivo muitas pessoas de fora vivem em Surabaia.
A maioria dos cidadãos de Surabaia trabalham no varejo, seja em lojas caras no centro da cidade ou nas muitas lojas pequenas e barracas espalhadas por toda a metrópole.
Surabaia é uma cidade antiga que tem se expandido ao longo do tempo, sua população ainda cresce 1,2% ao ano. Nos últimos anos, muitas pessoas têm se mudado do centro da cidade, densamente povoado, para áreas suburbanas.
De acordo com o último censo em 2000, a população da cidade era de 2 599 796 habitantes e a densidade demográfica de 7 866,7 hab./km². De acordo com estimativas oficiais, a população da cidade em 2005 era de 2 611 506 habitantes.

### Grande Surabaia

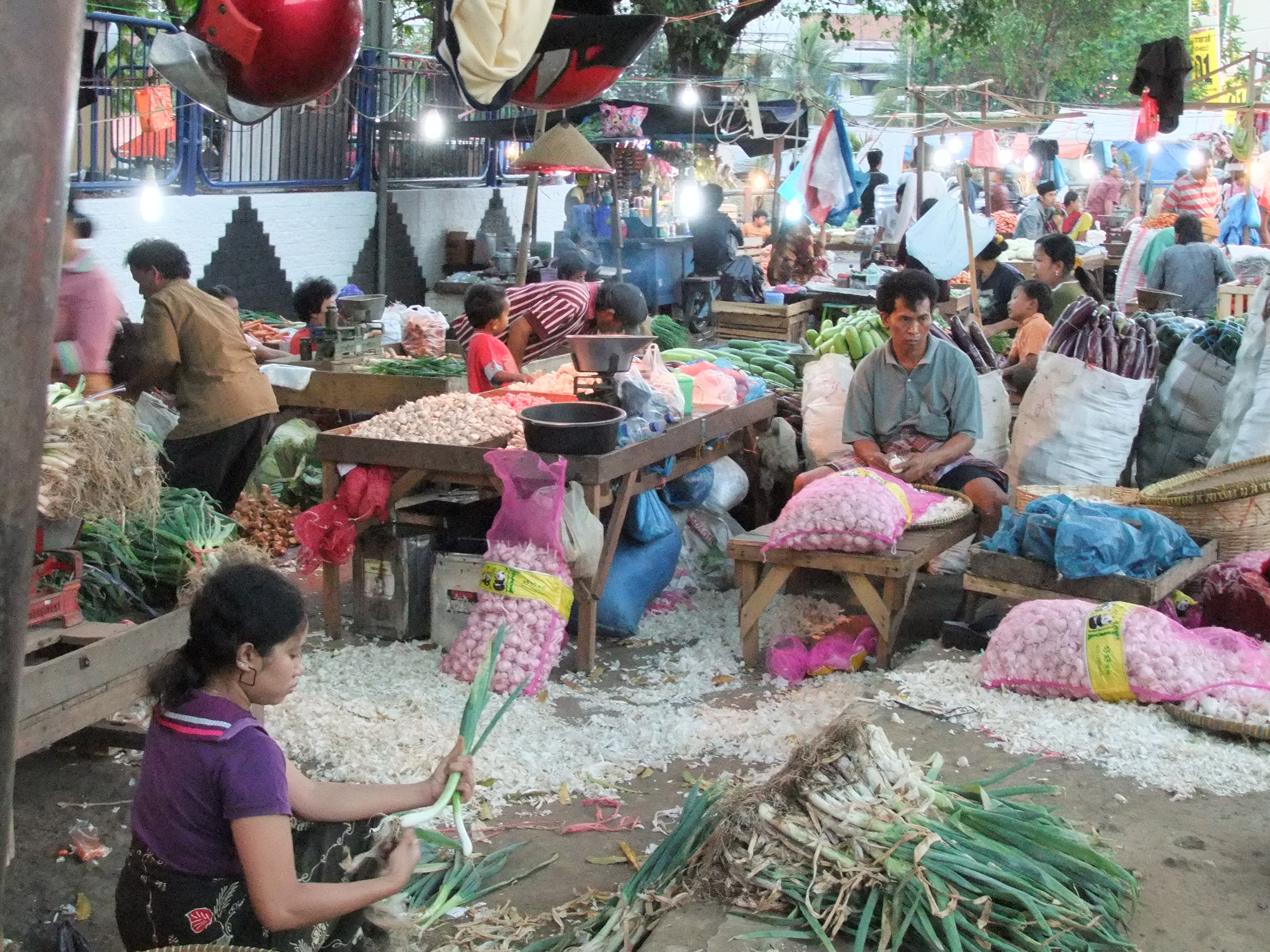
Mercado Keputran em Surabaia.

A Grande Surabaia ou Região Metropolitana de Surabaia é formada pela cidade de Surabaia e áreas circunvizinhas que abrangem sete unidades administrativas (2 cidades e 5 regências):
| Unidade administrativa                             | tipo      | Censo de 2000 | Estimativa oficial de 2005 |
| -------------------------------------------------- | --------- | ------------- | -------------------------- |
| Surabaia                                           | Kota      | 2 599 796     | 2 611 506                  |
| Gresik                                             | Kabupaten | 1 005 445     | 1 118 841                  |
| Sidoarjo                                           | Kabupaten | 1 563 015     | 1 697 435                  |
| Mojokerto                                          | Kabupaten | 908 004       | 969 299                    |
| Mojokerto                                          | Kota      | 108 938       | 111 860                    |
| Lamongan                                           | Kabupaten | 1 181 660     | 1 187 065                  |
| Bangkalan                                          | Kabupaten | 805 048       | 889 590                    |
| Grande Surabaia                                    |           | 8 171 906     | 8 585 596                  |
| Kota = cidade; Kabupaten = regência (em indonésio) |           |               |                            |

### Etnia
Surabaia é uma cidade multi-étnica, contando com muitos estrangeiros representados, dentro os quais constam malaios, chineses, indianos, árabes e europeus, por exemplo. Além de nativos de Surabaia e Madura, a cidade tem também representantes de outras ilhas da Indonésia: Sunda, Batak, Kalimantan, Bali, Sulawesi.

### Língua
A maioria da população fala um dialeto do javanês chamado suroboyoan. O dialeto de Surabaia é promovido ativamente nos meios de comunicação locais, como em programas de TV locais, rádios e dramas tradicionais chamados Ludruk. A língua maduresa influência o dialeto Suroboyoan falado nas ruas.

### Religião
O Islamismo é a principal religião em Surabaya. Outras religiões incluem cristianismo, hinduismo, Budismo, confucionismo,  e antigas religiões de Java (Kejawen). A cidade abriga a Diocese Católica Romana de Surabaia.

## Economia
A cidade de Surabaya é o segundo maior centro economico, financeiro e comercial da Indonésia, superada somente pela capital Jakarta. O porto da cidade, é um dos maiores do país e do mundo, e seus principais itens de exportação incluem produtos agrícolas e semi-manufaturados. Possui um grande estaleiro e numerosas escolas navais especializadas, figurando como um dos maiores pólos da indústria naval no Sudeste Asiático.
Como capital provincial, Surabaia abriga muitos escritórios e centros empresariais. A economia de Surabaia é também influenciada pelo recente crescimento nas indústrias estrangeiras e pela conclusão da ponte Suramadu. Surabaia está atualmente em processo de construção de arranha-céus, como apartamentos, condomínios e hotéis, como forma de atrair os estrangeiros para a cidade.
Surabaia é o principal porto comercial da província de Java Oriental. Enriquecida por suas facilidades e vantagens geográficas, Surabaia tem grande potencial econômico, com crescimento de seu produto metropolitano bruto entre 4% e 9% nos últimos anos.

## Transportes

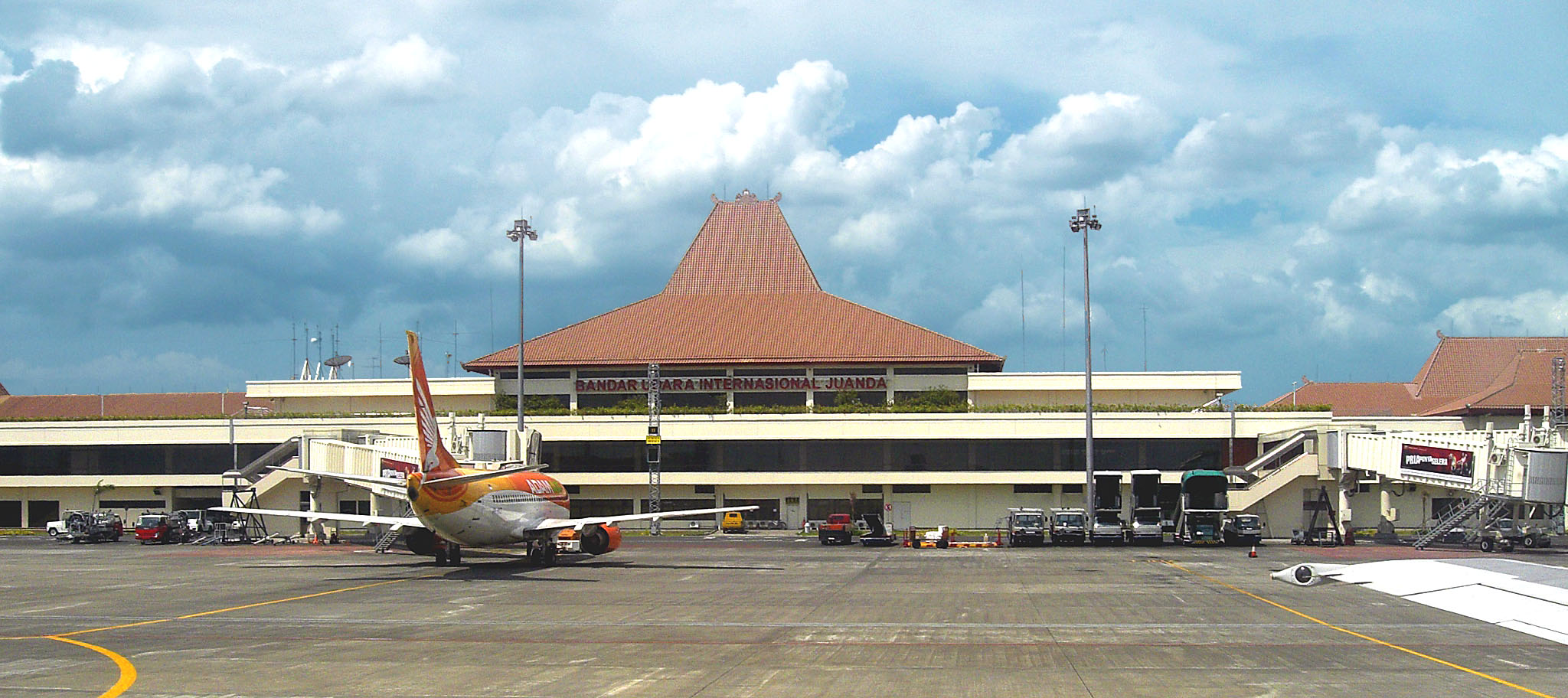
Aeroporto Internacional Juanda.

Surabaia é servida pelo Aeroporto Internacional Juanda. A cidade possui várias estações ferroviárias: Surabaya Kota (mais conhecida como Semut), Pasar Turi e Gubeng. O principal terminal de ônibus é o Purabaya (também conhecido como Bungurasih, a área onde está localizado).
Surabaia é uma cidade de passagem entre Jacarta e Bali para transportes terrestres. Muitos turistas visitam a cidade de Surabaia, antes de voltar para Jakarta ou continuar sua viagem para Bali. Outra rota de ônibus que passa pela cidade é entre Jacarta e a ilha vizinha de Madura. 

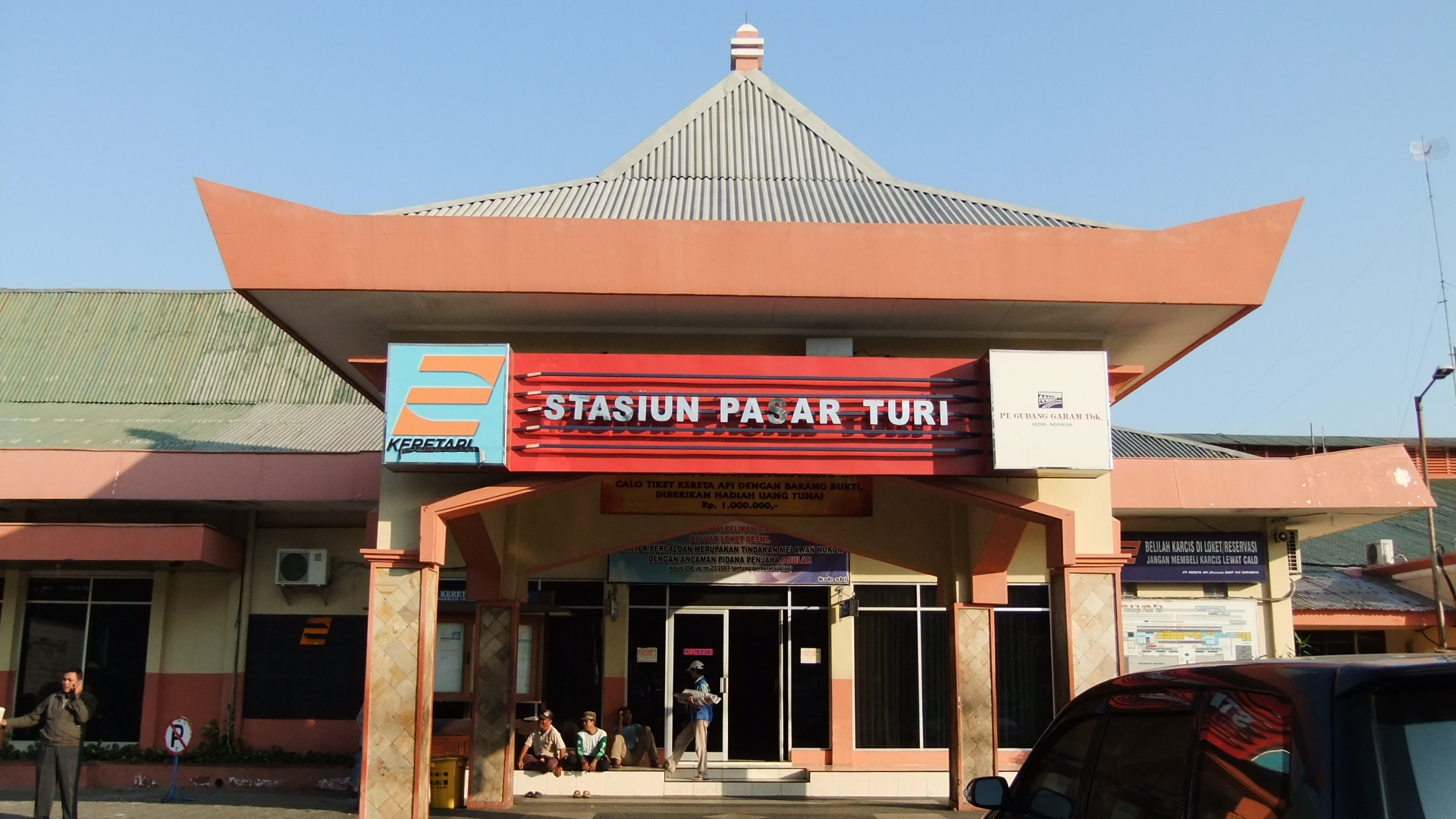
Estação de trem Pasar Turi.

Tanjung Perak é o principal porto da cidade e um dos portos mais movimentados do país. Hoje em dia, é também um dos dez portos mais movimentados do Sudeste Asiático. Embora o porto seja  quase que tradicionalmente administrado, ele é utilizado por modernos navios de carga do mundo todo. O outro porto que atende a cidade está localizado em Gresik, uma cidade localizada a menos de uma hora de carro do centro da cidade de Surabaya. No futuro, Gresik será local de um novo porto enquanto que o porto de Tanjung Perak será demolido e reconstruído como uma área de recreação para Surabaia.
O Aeroporto Internacional Juanda é o segundo aeroporto mais movimentado da Indonésia, em termos passageiros em trânsito. No futuro, as atividades do aeroporto internacional serão transferidas para um novo aeroporto em Lamongan. No entanto, as atividades de aeroporto doméstico permanecerão no antigo aeroporto.

## Educação

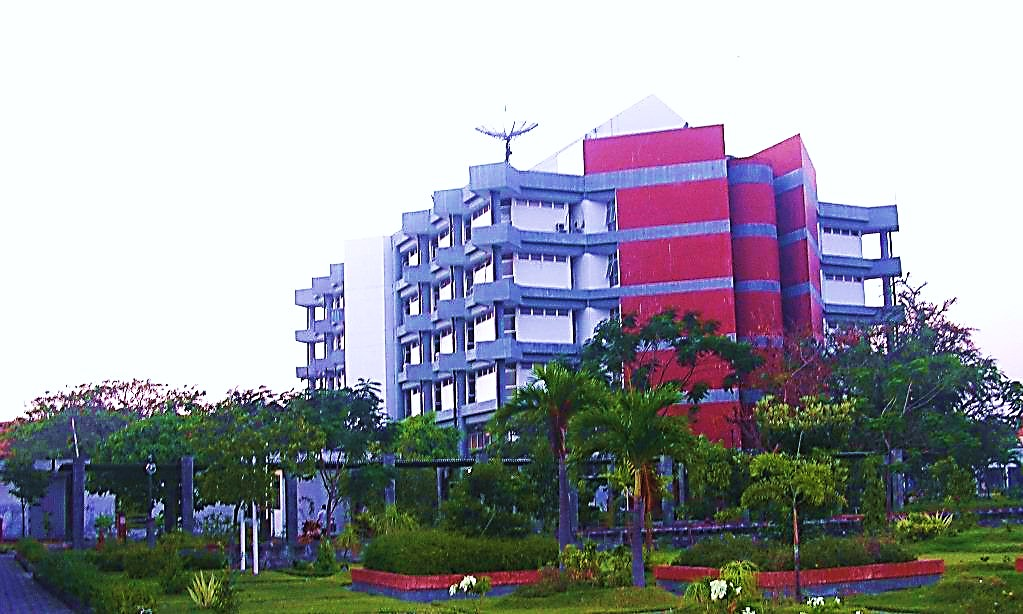
Biblioteca do Institut Teknologi Sepuluh Nopember.

Surabaia possui várias universidades importantes e outras instituições com especialidades religiosas ou técnicas. Uma delas é a Universidade Airlangga (Unair), a mais antiga, maior e também a melhor universidade pública de Java Oriental, com onze departamentos em uma variedade de campos, incluindo uma bem conceituada escola médica, faculdade de farmácia e departamento de psicologia. O Institut Teknologi Sepuluh Nopember é uma das instituições de tecnologia mais seletiva do país, bem conhecida por seus programas de robótica, engenharia mecânica e engenharia naval.

## Cidades irmãs
As cidades irmãs de Surabaia são:
- Seattle, Estados Unidos, desde 1992
- Pequim, China, desde 2006
- Kochi, Japão
- Mashhad, Irã
- Busan, Coreia do Sul
- Jidá, Arábia Saudita
- Sydney, Austrália desde 1986
- Esmirna, Turquia desde 1996
- Cantão, China, desde 2005
- Xiamen, China, desde 2006
- Perth, Austrália desde 2008
- Porto Alegre, Brasil desde 2008
- Johor Bahru, Malásia desde 2008
- Fuzhou, China, desde 2009[17]
- Roterdão, Países Baixos
- Alexandria, Egito
- Kuching, Malásia
- Belo Horizonte, Brasil